# Wahbi Khazri
Wahbi Khazri  (ar. وهبي خزري, ur. 8 lutego 1991 w Ajaccio) – tunezyjsko-francuski piłkarz występujący na pozycji pomocnika we francuskim klubie Montpellier HSC. W latach 2013–2022 reprezentant Tunezji. Uczestnik Mistrzostw Świata 2018 oraz 2022. Były młodzieżowy reprezentant Francji.

## Kariera klubowa
Khazri urodził się w Ajaccio w rodzinie pochodzenia tunezyjskiego. Swoją karierę rozpoczął w klubie JS Ajaccio. W 2003 podjął treningi w SC Bastia, a w 2008 awansował do kadry pierwszego zespołu. 20 lutego 2009 zadebiutował w nim w rozgrywkach Ligue 2 w wygranym 1:0 wyjazdowym meczu z Amiens SC. W sezonie 2009/2010, w którym stał się podstawowym zawodnikiem, spadł z Bastią do Championnat National. W sezonie 2010/2011 wrócił z Bastią do drugiej ligi, a w sezonie 2011/2012 wywalczył awans do pierwszej ligi.
1 lipca 2014 podpisał kontrakt z Girondins Bordeaux.
30 stycznia 2016 przeszedł do angielskiego Sunderlandu.

## Kariera reprezentacyjna
W reprezentacji Tunezji Khazri zadebiutował 7 stycznia 2013 w zremisowanym 1:1 towarzyskim meczu z Etiopią. W tym samym roku został powołany do kadry na Puchar Narodów Afryki 2013. Wraz z reprezentacją wystąpił na Mistrzostwach Świata 2018, na których zdobył dwie bramki i zaliczył dwie asysty.